# Giovanni Antonio Pecci
Giovanni Antonio Pecci, né le 12 décembre 1693 à Sienne et mort dans cette même ville le 3 mars 1768, est un érudit italien.

## Biographie
Giovanni Antonio Pecci naquit à Sienne le 12 décembre 1693 d’une famille distinguée. Il fut reçu en 1710 chevalier de l’Ordre de Saint-Étienne, fit de bonnes études, et s’adonna principalement à l’histoire des antiquités, appliquées surtout à la connaissance de sa patrie. Dès 1723, Pecci publia à Lucques une relation des combats de taureaux et des magnifiques jeux circulaires célébrés sur la grande place de Sienne dans diverses circonstances. Il alla en 1723 à Rome, où il acquit beaucoup de connaissances et contracta des liaisons avec plusieurs érudits. Nous voyons, depuis, cet auteur constamment occupé à fouiller dans les archives publiques et privées des villes et des familles considérables de toute la Toscane, et à éclaircir dans ses écrits les points historiques les plus obscurs. Ses productions les plus remarquables sont un Essai sur les factions des Guelfes et des Gibelins ; une Exposition des choses notables de Sienne ; un Tableau du gouvernement de Pandolfo Petrucci, et le caractère de ce grand homme d’État parvenu à l’autorité suprême dans sa patrie ; le rôle joué par ses fils ; l’oppression de la république par Diego Hurtado de Mendoza, et sa délivrance par Henri II, roi de France. Tous ces objets sont discutés avec beaucoup d’intérêt. Pecci entretient une correspondance assidue avec Mazzuchelli, Lami et Bianchi de Rimini. Le chevalier Pecci mourut le 3 mars 1768.

## Œuvres
- Ragguaglio della SS.ma Vergine, che si trova nel convento di S. Margherita di Castelvecchio, Sienne, 1717 ;
- Distinto ragguaglio del metodo, ed ordine, col quale si rappresentavano in Siena gli spettacoli, Lucques, 1723 ;
- Relazione distinta delle quarantadue contrade..., Sienne, 1723 ;
- Relazione delle cose più notabili della città di Siena, Sienne, 1752, 1759, 1761;
- Vita di Bartolommeo da Petrojo, Sienne, 1746 ; 2e édition augmentée, Lucques, 1763 ;
- Dissertazione istorica sopra l'origine del vescovado di Siena, Sienne, 1746 ;
- Storia del vescovado della città di Siena, Lucques, 1748 ;
- Della vera origine dello Spedale di S. Maria della Scala, Sienne, 1756 ;
- Annotazioni storico-critiche sopra l'osservazioni alla dissertazione..., Sienne, 1757 ;
- Relazione storica dell'origine, e progresso della festosa Congrega de Rozzi, Lucques, 1757 ;
- Memorie storico-critiche della città di Siena, 4 vol., Sienne, 1755-1760 ;
- Lettera sull'antica, e moderna derivazione delle famiglie nobili di Siena, Gallipoli, 1764 ;
- Sopra le più giuste regole per parlare, e scrivere toscano, Sienne, 1767 ;
- Lo Stato di Siena antico, e moderno, Sienne, 1768.